# Valério (cônsul em 432)

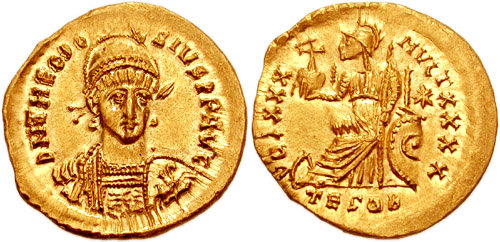
Soldo de ouro de Teodósio II r.

Valério (em latim: Valerius; fl. 421 - 455) foi um político do Império Bizantino, irmão da imperatriz-consorte bizantina Élia Eudócia (r. 421–450). Sob influência de sua irmã, foi nomeado para uma série de ofícios proeminentes, como cônsul e mestre dos ofícios. Em 455, quando esteve em Jerusalém, enviou uma carta a sua irmã.

## Vida
Nascido em Atenas era filho do filósofo sofista pagão Leôncio e irmão de Géssio e Atenais (Élia Eudócia). Em 421, Atenais casou-se com o imperador bizantino Teodósio II (r. 408–450) e mudou sem nome para Élia Eudócia; na ocasião Valério e Géssio receberam diversas homenagens. Após o casamento de sua irmã, Valério foi nomeado para vários postos: conde da fortuna privada (425); conde das sagradas liberalidades (427), cônsul (432) e mestre dos ofícios (435). Em 455, Valério escreveu para sua irmã, de Jerusalém, tentando convencê-la a abandonar as ideias cristológicas de Eutiques para assim esta retornar à fé nicena, a qual Valério evidentemente pertencia.